# Henri Godard
Henri Jean Antoine Godard (* 6. Januar 1905 in La Châtre; † 23. Februar 1978 in Rosny-sur-Seine) war ein französischer Autorennfahrer.

## Karriere
Henri Godard war in den 1920er-Jahren bei zwei 24-Stunden-Rennen am Start. 1928 bestritt er gemeinsam mit seinem Landsmann Lucien Lemesle das 24-Stunden-Rennen von Le Mans und fiel nach einem Achsbruch am Werks- S.C.A.P. Type M aus. Ein Jahr später kam er – wieder mit Teampartner Lucien Lemesle – beim 24-Stunden-Rennen von Spa-Francorchamps als Gesamtsiebzehnter ins Ziel.

## Statistik

### Le-Mans-Ergebnisse
| Jahr | Team                                           | Fahrzeug        | Teamkollege    | Platzierung | Ausfallgrund |
| ---- | ---------------------------------------------- | --------------- | -------------- | ----------- | ------------ |
| 1928 | Société des Construction Automobile Parisienne | S.C.A.P. Type M | Lucien Lemesle | Ausfall     | Achsbruch    |